# Mamakan (rzeka)
Mamakan – rzeka w Rosji, w obwodzie irkuckim; lewy dopływ Witimu. Długość 209 km; powierzchnia dorzecza 9 460 km²; średni roczny przepływ u ujścia 180 m³/s.
Źródła w Górach Północnomujskich; płynie w kierunku północnym; w dolnym biegu przepływa przez Mamakański Zbiornik Wodny i zaporę Mamakańskiej Elektrowni Wodnej w miejscowości Mamakan; uchodzi do Witimu ok. 10 km poniżej Bodajbo. 
Zamarza od października do drugiej połowy maja; zasilanie głównie śniegowe.